# Eerste Nederduytsche Academie

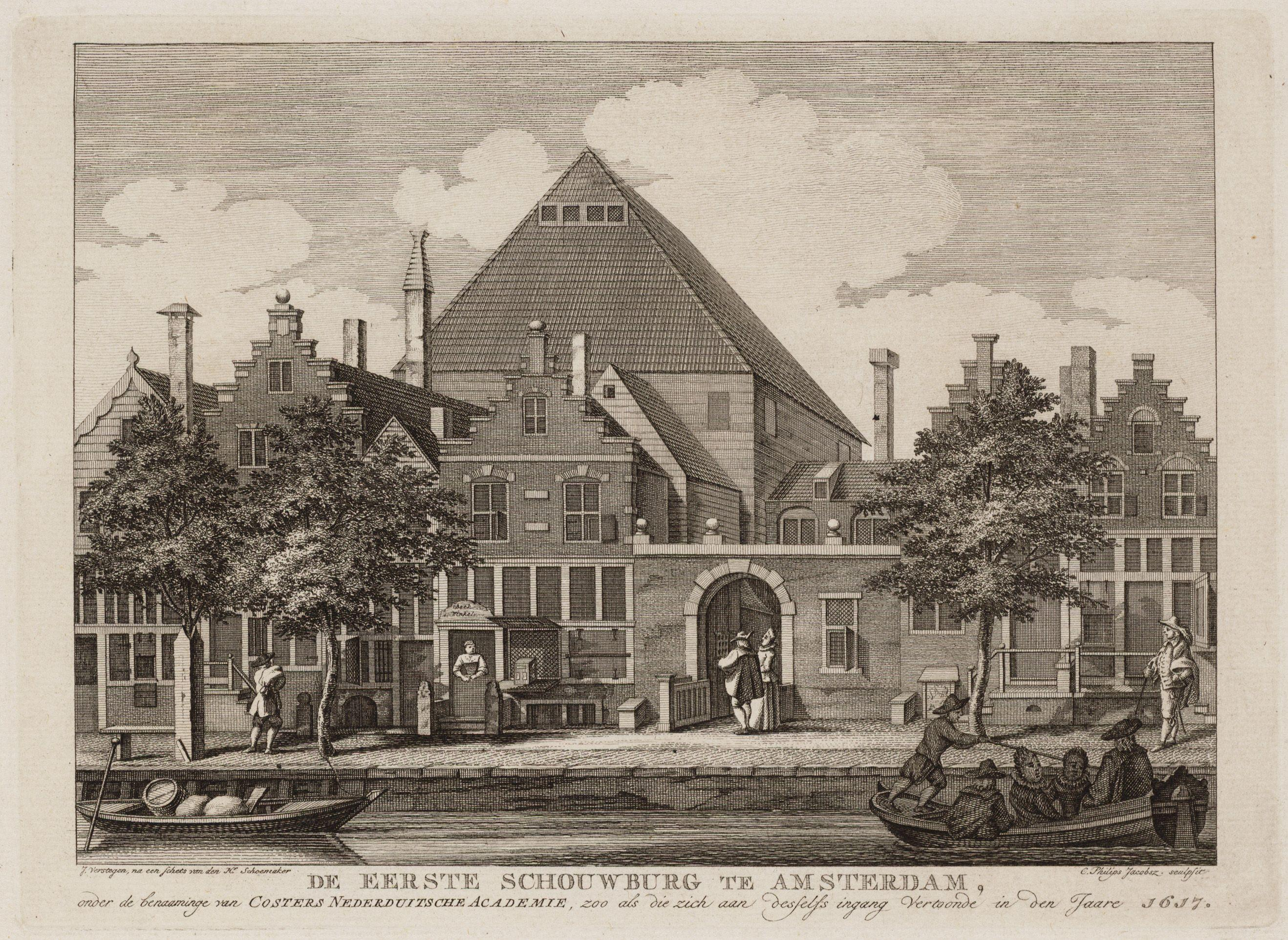
De eerste schouwburg te A'dam aan de Keizersgracht, waar de leden van Costers' Nederduitsche Academie bijeen kwamen.

De Eerste Nederduytsche Academie was een rederijkerskamer opgericht door Samuel Coster uit Amsterdam. De instelling werd opgericht om beter toneel te bieden dan de Oude Kamer van Rethorycke (waarvan de oprichters zich na onenigheid hadden afgescheiden) tot op dat moment kon bieden. Een ander doel, misschien nog wel belangrijker, was het aanbieden van hoger onderwijs in de volkstaal. Bredero en Hooft waren belangrijke medestanders van Samuel Coster.
De academie werd op 23 september 1617 ingewijd met 'Apollo', een stuk van Suffridus Sixtinus. Tevens werd het treurspel 'Vande moordt begaen aen Wilhelm van Orangien' van Gijsbert van Hoghendorp opgevoerd. Dit alles vond plaats in een houten gebouw aan de Keizersgracht. Het blazoen van de academie bestond uit een beeltenis van een bijenkorf onder een egelantier met als zinspreuk het woord IJver.
De calvinistische kerkeraad was het niet eens met het initiatief en drong er bij de Vroedschap op aan de instelling te sluiten. Het toneel beviel hun niet, en evenmin het feit dat de eerste twee professoren mennonieten waren. De betreffende professoren waren Sybrandt Hansz. Cardinael in de Arithmetica en Jan Thonis in het Hebreeuws. Zij moesten in de roerige dagen van 1618 inderdaad hun lessen staken. De toneeluitvoeringen werden in 1622 verboden.
In 1631 dichtte Vondel zijn 'Vraghe van d'Amsterdamsche Academi aan alle poëten en dichters', dat bij de calvinisten heftige reacties uitlokte. Uiteindelijk werd de 'Oeffenschool' die de academie bedoeld had, toch gesticht. Van stadswege werd het Athenaeum Illustre opgericht, maar hier werd geen lesgegeven in de moedertaal.
De kracht van de academie zat in het blijspel en de klucht:
- Coster: Teeuwis de boer en Tysken vanden Schilde
- Bredero: Lucelle (toneelstuk), De klucht van de Koe, Symen, De Klucht van den Molenaer, Het Moortje, Spaanschen Brabander
- Hooft: Warenar